# Mosende (Vicedo)
Mosende (llamada oficialmente San Pedro de Mosende) es una parroquia española del municipio de Vicedo, en la provincia de Lugo, Galicia.

## Etimología
El origen del nombre procedería del latín (villa) Manosindi, indicando la pertenencia a un possessor llamado Manosindus, nombre de origen germánico.[cita requerida]

## Organización territorial
La parroquia está formada por siete entidades de población:
- Castrobo (Castro Bo)
- Humeiros (Umeiros)
- Penela (A Penela)
- Xurbal (O Xurbal)

## Demografía
| Gráfica de evolución demográfica de Mosende entre 2000 y 2021 |
|                                                               |
| Datos según el nomenclátor publicado por el INE.              |